# Olympische Winterspiele 1932/Eisschnelllauf – 5000 m (Männer)
Das 5000-Meter-Rennen im Eisschnelllauf der Männer bei den Olympischen Winterspielen 1932 fand am 4. Februar 1932 statt. Insgesamt nahmen 18 Teilnehmer aus sechs Ländern an dem Wettbewerb im James B. Sheffield Olympic Skating Rink teil.
In zwei Vorläufen wurden insgesamt acht Finalteilnehmer ermittelt, die in einem Finalrennen gegeneinander antraten. Der US-Amerikaner Irving Jaffee wurde mit einer Zeit von 9:40,8 Minuten Olympiasieger, während Silber an seinen Landsmann Eddie Murphy und Bronze an Willy Logan aus Kanada ging.

## Ergebnisse
Q – Qualifikation für die nächste Runde

### Vorläufe

#### Vorlauf 1
| Rang | Land               | Athlet           | Zeit (min) | Anmerkungen |
| ---- | ------------------ | ---------------- | ---------- | ----------- |
| 1    | Vereinigte Staaten | Irving Jaffee    | 9:52,0     | Q           |
| 2    | Vereinigte Staaten | Eddie Murphy     |            | Q           |
| 3    | Norwegen           | Ivar Ballangrud  |            | Q           |
| 4    | Kanada             | Harry Smyth      |            | Q           |
| 5    | Finnland           | Ossi Blomqvist   |            |             |
| –    | Kanada             | Alexander Hurd   | DNF        |             |
| –    | Japan              | Ishihara Shōzō   | DNF        |             |
| –    | Norwegen           | Michael Staksrud | DNF        |             |
| –    | Japan              | Uruma Tomeju     | DNF        |             |

#### Vorlauf 2
| Rang | Land               | Athlet          | Zeit (min) | Anmerkungen |
| ---- | ------------------ | --------------- | ---------- | ----------- |
| 1    | Norwegen           | Bernt Evensen   | 10:01,4    | Q           |
| 2    | Vereinigte Staaten | Herbert Taylor  |            | Q           |
| 3    | Kanada             | Willy Logan     |            | Q           |
| 4    | Kanada             | Frank Stack     |            | Q           |
| 5    | Norwegen           | Erling Lindboe  |            |             |
| 6    | Vereinigte Staaten | Carl Springer   |            |             |
| –    | Japan              | Kawamura Yasuo  | DNF        |             |
| –    | Japan              | Kitani Tokuo    | DNF        |             |
| –    | Schweden           | Ingvar Lindberg | DNF        |             |

### Finale
| Rang | Land               | Athlet          | Zeit (min)        |
| ---- | ------------------ | --------------- | ----------------- |
| 1    | Vereinigte Staaten | Irving Jaffee   | 9:40,8            |
| 2    | Vereinigte Staaten | Eddie Murphy    | 2 m hinter Jaffee |
| 3    | Kanada             | Willy Logan     | 4 m hinter Jaffee |
| 4    | Vereinigte Staaten | Herbert Taylor  |                   |
| 5    | Norwegen           | Ivar Ballangrud |                   |
| 6    | Norwegen           | Bernt Evensen   |                   |
| 7    | Kanada             | Frank Stack     |                   |
| 8    | Kanada             | Harry Smyth     |                   |